# Орудие Паррота

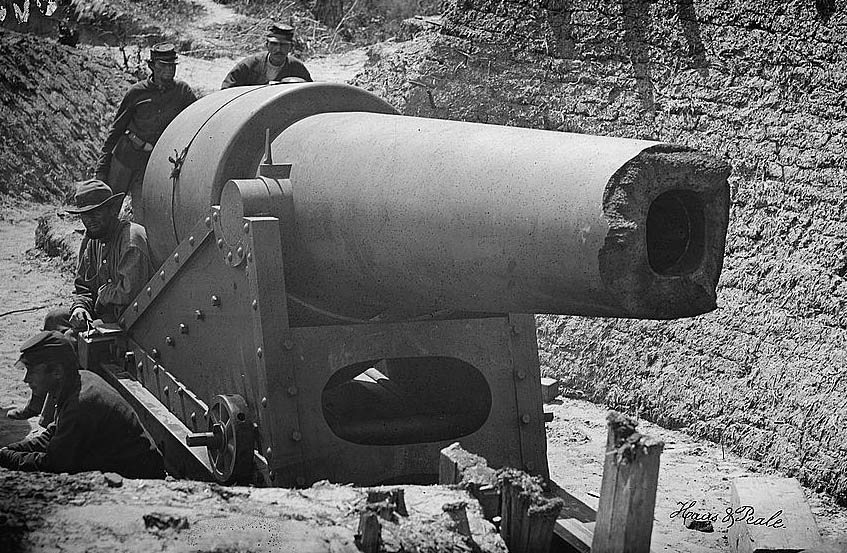
300-фунтовое орудие Паррота с разорванным стволом. Остров Моррис, Южная Каролина, 1863

Орудие Паррота (Parrott rifle) — нарезное, заряжающееся с дула орудие. Массово применялось во время гражданской войны в Америке.
Орудие было спроектировано Робертом Паркером Парротом, выпускником Вест-Пойнта. Он покинул службу в 1836 году и стал суперинтендантом вестпойнтского литейного завода в Колд-спринг, штат Нью-Йорк. В 1860 году он создал первое орудие собственной конструкции и соответствующий снаряд. Изобретение было запатентовано в 1861 году.

## Изготовление
Орудие изготавливалось из чугуна и стали. Чугун был хорошим материалом, но слишком ломким. Паррот решил усилить чугунный ствол слоем стали. Подобные орудия выпускались и ранее, но Паррот разработал особый способ сварки, который помог избежать множества дефектов. 

Пушки изготавливались либо из литого железа и скреплялись в казённой части прессованными железными обручами, либо из полос кованного железа, которые обёртывались сверху другими полосами, закрученными спиралью, и сваривались затем вместе под воздействием высоких температур. Последний способ применяли, как правило, для производства 3-дюймовой пушки Паррота, имевшей прицельную дальность стрельбы в 1830 ярдов и максимальную дальность в 4000 ярдов.— 
При этом некоторые историки гражданской войны в США отмечают, что хотя орудие Паррота было точнее многих аналогов, но в то же время менее надёжной из-за своих чугунных компонентов 
Кроме того были случаи разрыва стволов орудий, как сообщалось New York Times:"В третий раз тяжелая пушка Паррота взорвалась в осадной батарее в Вест-Пойнте, пока кадеты занимались своей обычной практикой. Из отчетов об инциденте следует, что несколько кадетов были тяжело ранены, и только по величайшей удаче весь расчет орудия не был уничтожен." 

## Боевое применение
Появление нарезных орудий Паррота сразу изменило принципы фортификации и береговой обороны. Показательным стал обстрел форта Пуласки, где орудия показали свою эффективность против каменных стен. В этом бою урон от 30-фунтовых Парротов вызвал удивление у обеих сторон конфликта.
В Энтитемском сражении 1862 года федеральная армия использовала 42 орудия Паррота, армия Конфедерации — 36 орудий.

## Виды орудий
| Тип                               | длина ствола | вес        | снаряд                 | количество пороха | максимальная дальность стрельбы | время полета снаряда | команда |
| --------------------------------- | ------------ | ---------- | ---------------------- | ----------------- | ------------------------------- | -------------------- | ------- |
| 2.9-дм Арм. Паррот                | 73 дм        | 816 кг.    | 4.5 кг снаряд          | 0.45 кг.          | 4,600 м при 20 градусах         | 21 сек.              | 6       |
| 3.0-дм Арм. Паррот                | 74 дм        | 783 кг     | 4.5 кг снаряд          | 0.45 кг.          | 1 670 м при 5 градусах          | 17 сек.              | 6       |
| 3.67-дм Арм. Паррот               | 79 дм        | 814 кг.    | 8.6 кг снаряд          | 0.91 кг.          | 4 000 при 15 градусах           | 17 сек.              | 7       |
| 3.67-дм Арм. Паррот               | 81 дм        | 814 кг.    | 8.6 кг снаряд          | 0.91 кг.          | 4 000 при 15 градусах           | 17 сек.              | 7       |
| 4.2-дм Арм. Паррот                | 126 дм       | 1 900 кг.  | 13 кг снаряд           | 1.47 кг           | 6 100 при 25 градусах           | 27 сек.              | 9       |
| 4.2-дм ВМФ Паррот                 | 102 дм       | 1 610 кг.  | 13 кг снаряд           | 1.47 кг           | 6 100 при 25 градусах           | 27 сек.              | 9       |
| 5.3-дм ВМФ Паррот                 | 111 дм       | 2 460 кг.  | 23 кг или 27 кг снаряд | 2.7 кг.           | 6 800 при 30 градусах           | 30 сек.              | 14      |
| 5.3-дм ВМФ Паррот (казнозарядная) | 111 дм       | 2 378 кг.  | 27 кг снаряд           | 2.7 кг.           | 6 800 при 30 градусах           | 30 сек.              | 14      |
| 6.4-дм ВМФ Паррот                 | 138 дм       | 4 412 кг.  | 36 или 45 кг снаряд    | 4.5 кг.           | 7 140 при 30 градусах (80-lb)   | 32 сек.              | 17      |
| 6.4-дм ВМФ Паррот (казнозарядная) | 138 дм       | 4 657 кг.  | 36 или 45 кг снаряд    | 4.5 кг.           | 7 140 при 30 градусах           | 32 сек.              | 17      |
| 8-дм ВМФ Паррот                   | 146 дм       | 7 500 кг.  | 68 кг снаряд           | 7.3 кг.           | 7 300 при 35 градусах           | 180 сек.             | ?       |
| 8-дм Арм. Паррот                  | 146 дм       | 7,500 кг.  | 91 кг снаряд           | 7.3 кг.           | 7 300 при 35 градусах           | ?                    | ?       |
| 10-дм Арм. Паррот                 | 156 дм       | 12 200 кг. | 140 кг снаряд          | 12 кг.            | 8 200 при 30 градусах           | 202.5 сек.           | ?       |

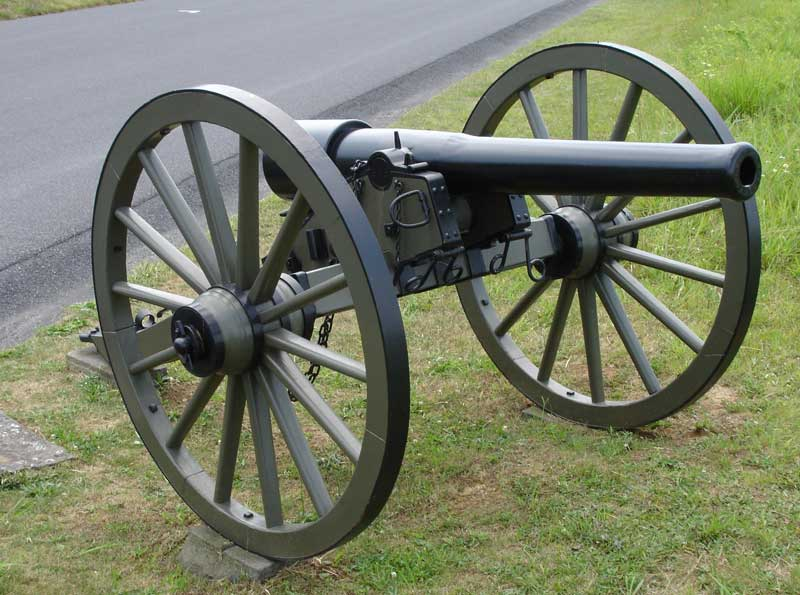
10-фунтовый Паррот
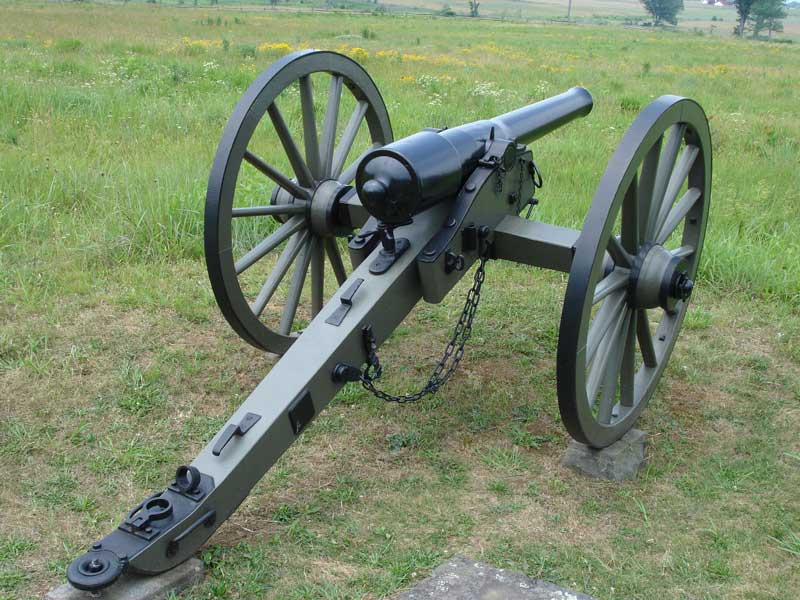
10-фунтовый Паррот
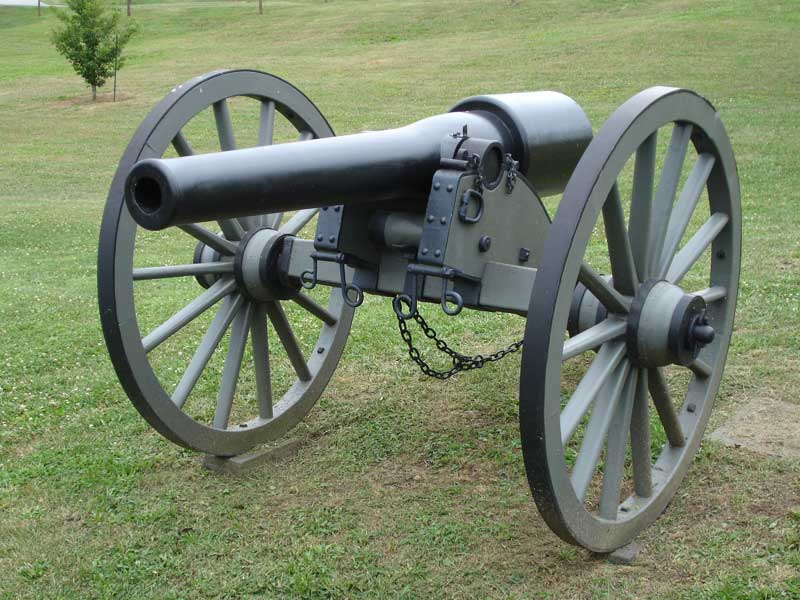
20-фунтовый Паррот
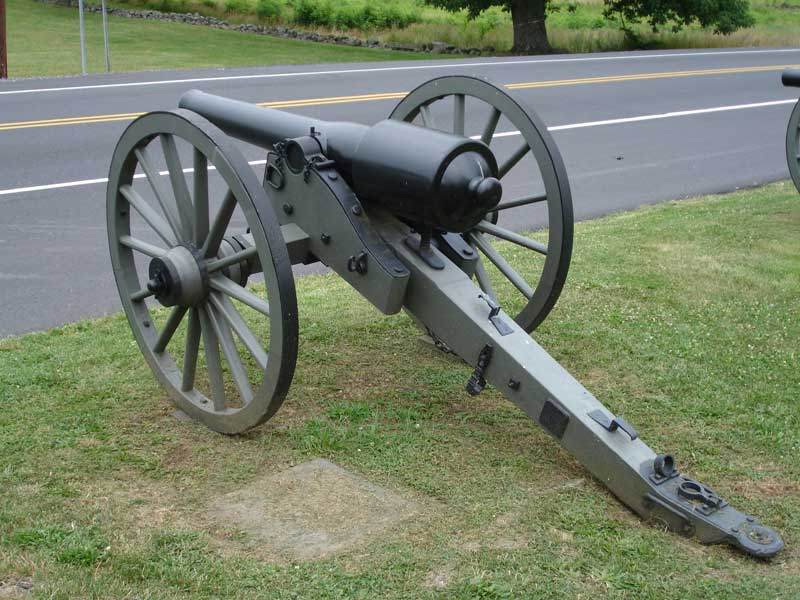
20-фунтовый Паррот

## В литературе
Орудие Паррота упомянуто у Жюль Верна: «Естественно, и в артиллерийскую науку они [американцы] внесли свою смелую, подчас дерзкую изобретательность. Отсюда — их гигантские пушки, гораздо менее полезные, чем их швейные машины, но столь же удивительные и вызывающие еще большее восхищение. Всем известны необыкновенные огнестрельные орудия Паррота, Дальгрина и Родмена. Их европейским коллегам Армстронгу, Пализеру и Трей-де-Болье оставалось только преклониться перед своими заморскими соперниками». В романе «С Земли на Луну прямым путём за 97 часов 20 минут» его герои заказывают материалы для своей пушки именно на заводе Колд-Спринг, где работал Паррот.